# Не питајте мене
Не питајте мене (енгл. Don't Ask Me) је била научнопопуларна емисија емитована на британској телевизији у периоду од 1974. до 1978. године коју је снимала Јоркширска телевизија (енгл. Yorkshire Television) за мрежу ITV. У свакој епизоди је неколико научника одговарало на питања гледалаца у студију. Гости у емисији су, међу осталим, били Магнус Пајк (природне науке), Роб Бакман (медицина), Дејвид Белами (биологија), Миријам Стопард (медицина) и Дерек Грифитс.